# Regierungsbezirk Danzig

Verwaltungsgliederung der Provinz Westpreußen:
Regierungsbezirk Danzig
Regierungsbezirk Marienwerder

Karte des Regierungsbezirks Danzig

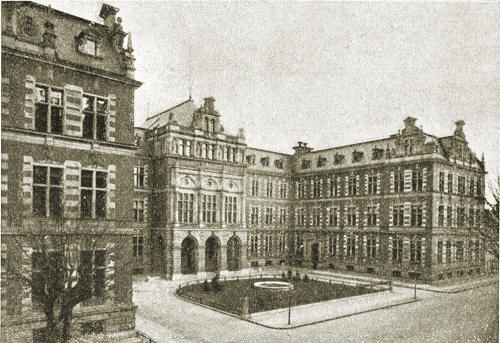
Gebäude des Regierungspräsidiums Danzig

Der Regierungsbezirk Danzig war von 1815 bis 1919 ein Regierungsbezirk der preußischen Provinz Westpreußen. Sein Gebiet gehört heute größtenteils zur polnischen Woiwodschaft Pommern.

## Geschichte
Der Regierungsbezirk Danzig entstand aus der Republik Danzig, nachdem diese auf dem Wiener Kongress dem Königreich Preußen zugesprochen worden war. Die Neuerwerbung wurde 1815 der Provinz Westpreußen eingegliedert. Er umfasste den nördlichen Teil der Provinz beiderseits der Weichselmündung und besaß bei seiner Gründung eine Fläche von 7.735 km². Der Sitz des Regierungspräsidenten befand sich in Danzig. Westpreußen war von 1829 bis 1878 mit der Provinz Ostpreußen zu einer Provinz Preußen vereinigt, die seit 1871 zum Deutschen Kaiserreich gehörte. Nach dem Ende des Ersten Weltkriegs wurde der Regierungsbezirk Danzig mitsamt seinen Kreisstrukturen aufgelöst.
Aufgrund der Bestimmungen des Versailler Vertrags musste ein Teil des Regierungsbezirks  Danzig zum Zweck der Einrichtung des Polnischen Korridors an Polen abgetreten werden.
Aus einem weiteren Teil wurde das Völkerbundmandat Freie Stadt Danzig gebildet,  und ein Teil des Regierungsbezirks verblieb beim Deutschen Reich.

## Politik

### Regierungspräsidenten
1816–1819: Theodor von Schön (1773–1856)
1819–1825: Theodor Nicolovius (1768–1831)
1825–1840: Johann Carl Rothe (1771–1853)
1841–1863: Robert von Blumenthal (1806–1892)
1863–1868: Robert von Prittwitz und Gaffron (1806–1889)
1868–1876: Gustav von Diest (1826–1911)
1876–1878: Otto von Hoffmann (1833–1905)
1878–1881: Heinrich von Achenbach (1829–1899)
1881–1883: Wilhelm von Saltzwedel (1820–1882)
1883–1887: Anton Rothe (1837–1905)
1887–1890: Adolf von Heppe (1836–1899)
1890–1902: Friedrich von Holwede (1841–1921)
1902–1909: Jaroslaw von Jarotzky (1851–1928)
1909–1918: Lothar Foerster (1865–1939)

## Einwohnerentwicklung
|           | Regierungsbezirk Danzig |         |         |         |         |
| Jahr      | 1820                    | 1850    | 1880    | 1900    | 1910    |
| Einwohner | 274.985                 | 412.547 | 569.181 | 665.992 | 742.619 |

## Verwaltungsgliederung
| 1818–1887 Stadtkreise - Danzig - Elbing (seit 1874) Landkreise - Berent - Danzig - Elbing - Karthaus - Marienburg i. Westpr. - Neustadt i. Westpr. - Preußisch Stargard | 1887–1919 Stadtkreise - Danzig - Elbing Landkreise - Berent - Danziger Höhe - Danziger Niederung - Dirschau - Elbing - Karthaus - Marienburg i. Westpr. - Neustadt i. Westpr. - Preußisch Stargard - Putzig |

## Sitz
Das Regierungspräsidium des Regierungsbezirks Danzig befand sich in Neugarten 12–16, Danzig. Nach 1920 wurde es durch den Senat der Freien Stadt Danzig genutzt.